# Spawned by Evil
Spawned by Evil ist die zweite EP der schwedischen Band Necrophobic.

## Entstehung
Die EP wurde im Herbst/Winter 1995 aufgenommen. Neben dem Titellied, das auch auf dem folgenden Album Darkside erschien, wurden die Cover Die by the Sword, Nightmare und Enter the Eternal Fire als Tribut an die jeweiligen Bands Slayer, Venom und Bathory eingespielt.
2012 wurde die EP von Hammerheart Records auf CD und LP wiederveröffentlicht, diese Versionen enthalten zusätzlich das Autopsy-Cover Ridden with Disease (1997 auf A Black Mark Tribute veröffentlicht), das Iron-Maiden-Cover Moon Child (1998 auf A Black Mark Tribute Vol. II erschienen) und die Demostücke Black Moon Rising und The Call von 1994.

## Titelliste
1. Spawned by Evil – 3:18
2. Die by the Sword – 3:21
3. Nightmare – 3:28
4. Enter the Eternal Fire – 6:35

## Musikstil
Tobias Sidegård sagte gegenüber Frank Albrecht vom Rock Hard, Necrophobic habe sich an einer Vereinigung ihrer Death-Metal-Wurzeln und ihrer Leidenschaft für Black Metal versucht. Seitdem habe die Band „mit der Idee, eine ganze Platte in dieser Richtung abzuliefern“, gespielt, und diese mit dem Album Hrimthursum zu liefern versucht. Wolf-Rüdiger Mühlmann vom Rock Hard sah eine Bewegung vom Death Metal hin zum Black Metal und bezeichnete das Titellied als „zügige, modern-nordische Black Metal-Nummer“. Laut Robert Müller vom Metal Hammer näherte die Band sich „vorsichtig dem neuen Soundstandard Marke Dissection an, was sich auch bei den drei Coverversionen auf dieser Platte zeigt“.

## Rezeption
Mühlmann empfahl die EP zum Vertreiben von Zeugen Jehovas und gab ihr 8,5 von 10 Punkten. Albrecht bemängelte, dass sie „nicht viel über den aktuellen Stand bei NECROPHOBIC aussagte, da auf ihr fast nur Coverversionen enthalten waren“. Müller bezeichnete das Bathory-Cover als „sehr gelungen“. Müllers Kollegen Björn Thorsten Jaschinski und Manuel Liebler nannten Spawned by Evil neben Glorification von Marduk und Encyclopedia of Evil von Bewitched als Teil einer „Flut an Black Metal-MCDs mit hohem Cover-Aufkommen“, die „schon vor über zehn Jahren verebbt“ sei, in ihrem Artikel über Cover-Bands von 2007.